# Пассаж, Лео
Леонард Иоганн Губерт «Лео» Пассаж (21 марта 1936 – 11 мая 2011) — американский парикмахер, педагог, новатор и филантроп голландского происхождения. Он был основателем и генеральным директором Pivot Point International, глобальной компании по обучению парикмахерскому искусству, которую он основал в Чикаго, штат Иллинойс, в 1962 году.  
Как парикмахер и косметолог-педагог, Пассаж получил более 100 международных наград и почестей и оказал влияние на многих выдающихся парикмахеров.   В 1988 году он получил премию "Дух жизни" от Города Надежды за свои филантропические усилия. В 2008 году он был назван одним из "50 влиятельных парикмахеров" по версии журнала Modern Salon's, а в 1989 году был введен в Зал славы косметологии.

## Карьера
К 22 годам Пассаж получил сертификат дизайнера и диплом магистра в Нидерландах, а также получил награду Чемпионов Голландии, что принесло ему место в Голландской олимпийской команде парикмахеров, среди прочих наград 
Пассаж эмигрировал в Соединенные Штаты в 1958 году. К 1960 году он получил звание Лучшего парикмахера года и стал лауреатом премии Чарльза Национальной косметологической ассоциации (NCA). В том же году Всемирная федерация парикмахерского искусства сформировала первую американскую олимпийскую команду парикмахеров, и Пассаж стал одновременно членом сборной и ее тренером, тем самым став олимпийцем парикмахерского искусства двух стран.
В 1962 году Пассаж открыл в Чикаго школу красоты Pivot Point Beauty School, которая позже переросла в Pivot Point International.   На момент смерти Пассажа учебная программа Pivot Point преподавалась в 2000 школ в более чем 70 странах  и на 15 языках.  

## Инновации
Пассаж и Pivot Point International владеют тремя патентами США на учебные пособия по косметологии   , также Пассажу приписывают разработку конусообразных валиков, которые позволили стилистам создавать более сложные узоры в современных прическах.
Конкурсный манекен для волос «Mara», разработанный Пассажем, стал предметом судебного спора, начавшегося в 1990 году, когда конкурирующий дистрибьютор произвел манекен «Liza», который, как утверждал Пассаж, нарушил авторские права «Mara». Этот случай был достаточно уникальным, чтобы «Mara» и «Liza» выступили в качестве учебных пособий в Гарвардской школе права.

## Наследие
К моменту смерти Пассажа учебная программа по косметологии Pivot Point подготовила более 1 миллиона выпускников, включая Андре Уокера. «Лео Пассаж отвечает за мое косметологическое образование», - сказал Уокер, узнав о смерти Пассажира. «Находясь в его присутствии, я многое узнал об укладке волос, но, прежде всего, я понял, что самое важное - быть добрым, отзывчивым и профессиональным... Он был главной силой». 
В 2011 году ежегодная награда имени Лео Пассажа «Педагог года» была учреждена Intercoiffure America/Canada (ICA) в память о Пассаже, отмечая членов ICA, которые внесли выдающийся вклад в образование.   